# Leo Harris
Leo Harris (Santa Cruz, Kalifornia, 1904. augusztus 6. – Carmel-by-the-Sea, Kalifornia, 1990. április 22.) amerikai sportoló, edző, atlétikai igazgató. Ő állapodott meg Walt Disney-vel, hogy az Oregon Ducks kabalaként (The Oregon Duck) használhassa Donald kacsát.
1990-ben hunyt el egy Carmel-by-the-Sea-i idősotthonban.

## Pályafutása

### Sportolóként és edzőként
A Santa Cruz-i középiskola amerikaifutball-csapatának fullbackje és guardja, majd a Stanford Egyetem tackle-je volt.
1933 és 1935 között a Fresnói Állami Főiskola amerikaifutball-, illetve kosárlabdacsapatának edzője volt.

### Atlétikai igazgatóként
1947-ben az Oregoni Egyetem atlétikai igazgatója lett. Ekkoriban a Ducks komoly forráshiánnyal küzdött, azonban adományokból és tervezéssel új csapatokat alapítottak és új létesítményeket építettek. Harris legjelentősebb eredménye az Autzen Stadion 1967-es megnyitása, valamint a Hayward, McArthur és Howe sportpályák felújítása.
1947-ben megállapodott Walt Disney-vel, hogy a sportegyesület kabalaként használhassa Donald kacsát. Az 1970-es években a Disney ügyvédei a szóbeli megállapodást kétségbe vonták, azonban az egyetem bemutatott egy fotót, amin Walt Disney az Oregon Ducks kabátját viseli, amin Donald kacsa is feltűnik.

## Eredményei edzőként
| Év                                             | Eredmény                                       | Eredmény                                       | Helyezés                                       |
| Év                                             | Összesített                                    | Konferencia                                    | Helyezés                                       |
| Fresno State Bulldogs (Far Western Conference) | Fresno State Bulldogs (Far Western Conference) | Fresno State Bulldogs (Far Western Conference) | Fresno State Bulldogs (Far Western Conference) |
| ---------------------------------------------- | ---------------------------------------------- | ---------------------------------------------- | ---------------------------------------------- |
| 1933                                           | 5–4                                            | 1–2                                            | 4.                                             |
| 1934                                           | 7–2–1                                          | 3–0–4                                          | 1.                                             |
| 1935                                           | 6–3                                            | 4–0                                            | 1.                                             |
| Összesen:                                      | 18–9–1                                         | –                                              | –                                              |
| Jelmagyarázat: Konferenciabajnok               |                                                |                                                |                                                |

## Emlékezete
Az Autzen Stadion előtti út a Leo Harris Parkway nevet viseli. 1992-től az Oregoni Egyetem és az állami dicsőségcsarnokának tagja.

## Fordítás
- Ez a szócikk részben vagy egészben  a   Leo Harris című angol Wikipédia-szócikk ezen változatának fordításán alapul.  Az eredeti cikk szerkesztőit annak laptörténete sorolja fel. Ez a jelzés csupán a megfogalmazás eredetét és a szerzői jogokat jelzi, nem szolgál a cikkben szereplő információk forrásmegjelöléseként.